# Eduard Oriol i Gràcia
Eduard Oriol i Gràcia, conegut com a Edu Oriol, (Cambrils, 5 de novembre de 1986) és un jugador de futbol català que juga al CD Tenerife.

## Trajectòria
Format al Pobla Mafumet va arribar després d'una cessió al Reus Deportiu a jugar a la Tercera divisió amb la UE Sant Andreu. Posteriorment va fitxar pel Barça B, equip amb el qual va assolir l'ascens a la Segona divisió A, i una meritòria tercera plaça el següent any. Finalment l'estiu del 2011 va anunciar el seu fitxatge pel Reial Saragossa amb un contracte que el lligaria a l'equip mañico durant tres temporades.
El 28 d'agost de 2011 va debutar a la Primera Divisió al camp de La Romareda contra el Reial Madrid, va entrar al camp al minut 52 en el lloc d'Abraham. El partit va posar fi a una golejada contundent dels merengues per 0-6.
Després del descens de categoria i a causa de la seua elevada fitxa, finalment l'estiu del 2013 va rescindir el contracte amb l'equip aragonès. Poques setmanes més tard es va acabar concretant el fitxatge per l'FK Khazar Lenkoran. Després de sis mesos a l'Azerbaidjan, va posar fi a la seua aventura asiàtica i va cercar-se un nou destí, també exòtic, aquest cop a Xipre a l'AEL Limassol. A l'equip xipriota tampoc hi va jugar durant molt de temps, l'estiu del 2014, després de divuit partits i cinc gols, va començar una nova aventura. Aquest cop, al costat del seu germà a Anglaterra, amb el Blackpool.
A poc a poc, va perdre protagonisme en l'equip anglès, fins que va decidir rescindir el contracte.
La temporada 2014–15 la va acabar a Romania, al Rapid de Bucarest.

### UE Llagostera
Després de la seua aventura romanesa i estar uns mesos sense equip, el mes de gener del 2016 es va fer oficial el seu fitxatge per l'UE Llagostera. El 16 de gener va debutar amb l'equip blau-i-grana a La Romareda, va entrar al terreny de joc al minut setanta-set substituint a Samu. Amb el descens de l'equip a Segona Divisió B, el jugador va abandonar l'equip.

## CD Tenerife
El juny del 2016 es va fer oficial el seu fitxatge pel CD Tenerife. Amb el Tenerife va començar a jugar de lateral dret i en aquesta posició va debutar amb l'equip en la primera jornada de lliga.